# ای‌ام‌پی کپیتال
ای‌ام‌پی کپیتال (انگلیسی: AMP Capital) شرکت سرمایه‌گذاری استرالیایی است، که در سال ۲۰۱۱ تأسیس شد.